# Streptococcus sanguis
Streptococcus sanguinis, anteriormente conocida como Streptococcus sanguis, es una variedad de Streptococcus viridans. Es un habitante normal de la boca humana sana, especialmente de la placa dental, donde modifica el ambiente para que sea menos acogedor para otras cepas de Streptococcus que provocan la caries, como Streptococcus mutans.
S. sanguinis puede entrar en la circulación sanguínea cuando la oportunidad se presenta (limpiezas dentales y cirugías) y colonizar las válvulas del corazón, especialmente la válvula mitral y válvula aórtica, donde es la causa más común de endocarditis bacteriana subaguda. Por esta razón, los cirujanos orales suele prescribir un tratamiento corto de antibióticos que deben tomarse unos pocos días antes a unos pocos días después de la cirugía oral. 
Una vez que se ha producido una infección, el tratamiento es mucho más complicado y por lo general incluye la administración de varias semanas de penicilina y los antibióticos aminoglucósidos. La secuencia genómica completa de S. sanguinis fue determinada en 2007 por los laboratorios de la Virginia Commonwealth University.